# Antara ibn Saddád
Antara ibn Saddád (meghalt 615 körül) a dzsáhilijja korának talán legismertebb arab költője, az arabok nemzeti hőse. Személye köré sok legenda szövődött, mesés kalandjainak összegyűjtéséből alakult ki a híres Antar-regény.
Az Absz törzs tagja volt, és akkoriban született, amikor törzse és a Dzubján törzs között javában dúlt a hosszú ideig elnyúló, lófuttatás során sejtett csalásból adódó ún. Dáhisz–Gabrá-háború. A harcokban kitüntette magát, a törzse azonban mégsem volt hajlandó elismerni egyenrangú félnek, mivel az arabok hollói közé tartozott (azaz anyja fekete rabszolganő volt). Miután törzstársai nem voltak hajlandóak rituálisan felszabadítani, nem nyerhette el szerelme – egyúttal unokahúga –, Abla kezét. Végül olyannyira megsértődött, hogy nem volt hajlandó segíteni a bajba került törzsének. Ekkor végre felszabadították, és szerelme beteljesülhetett. Magas kort ért meg, és csatában esett el.

## Költészete

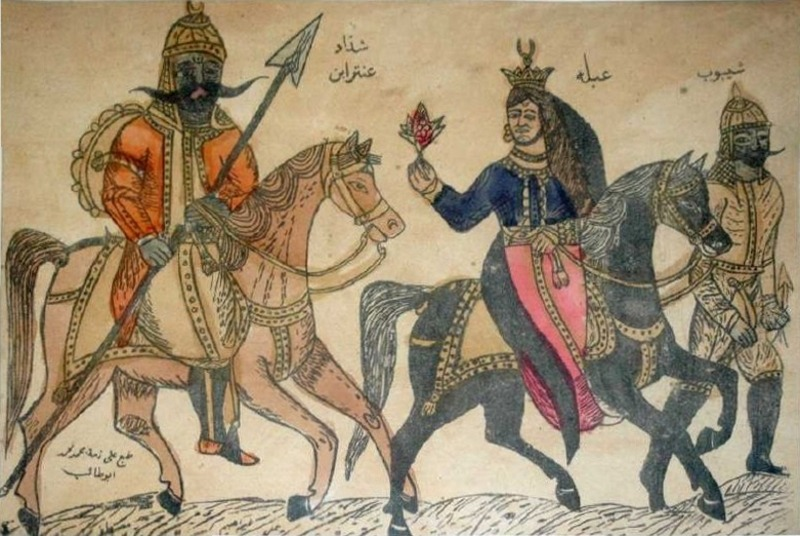
Antara & Abla

Antarának több kaszídája maradt fenn, melyekben saját hősiességét és Abla iránti reménytelen szerelmét zengi. A legszebbnek tartott – legérzelmesebb, leghősiesebb – versének kezdősorai az arabista Goldziher Ignác nyersfordításában így hangzanak:
„Vajon hagytak-e nekem a költők még foltozni valót 

Vagy megismered a (hajdani) lakóhelyet találgatás után?”
A költeményt beválogatták a 8. századi Muallakátba, azaz a hét legjobb kaszída egyikének tekintették.